# Elena Tsangrinu
Elena Tsagrinou (gr. Έλενα Τσαγκρινού; ur. 16 listopada 1994 w Atenach) – grecka piosenkarka, aktorka oraz prezenterka telewizyjna.

## Życiorys
W 2009 wystąpiła w Greece Got Talent. W latach 2013–2018 występowała w zespole OtherView. W 2018 wydała pierwszy, solowy singel – „Pame ap’ tin arhi”.
W listopadzie 2020 została ogłoszona przez nadawcę CyBC reprezentantką Cypru w 65. Konkursie Piosenki Eurowizji. 21 lutego 2021 zaprezentowała konkursowy utwór „El Diablo”. Piosenka tuż po premierze spotkała się ze sporą krytyką ze strony Kościoła Prawosławnego na Cyprze, który zarzucał wykonawczyni promocję satanizmu. Mimo kontrowersji została dopuszczona do udziału w konkursie, a 18 maja wystąpiła w pierwszym półfinale Eurowizji i z szóstego miejsca awansowała do rozgrywanego cztery dni później finału, w którym zajęła 16. miejsce po zdobyciu 94 punktów, w tym 44 pkt od telewidzów (15. miejsce) i 50 pkt od jurorów (16. miejsce).

## Dyskografia

### Albumy
| Rok  | Album                                                                                              |
| ---- | -------------------------------------------------------------------------------------------------- |
| 2021 | El Diablo – The Album - Wydany: 12 maja 2021 - Wytwórnia: Panik Records - Format: digital download |

### Single
| Rok                                                      | Tytuł                                                | Najwyższe pozycje na listach | Najwyższe pozycje na listach | Najwyższe pozycje na listach | Najwyższe pozycje na listach | Najwyższe pozycje na listach | Najwyższe pozycje na listach | Najwyższe pozycje na listach | Najwyższe pozycje na listach | Najwyższe pozycje na listach | Najwyższe pozycje na listach | Najwyższe pozycje na listach | Najwyższe pozycje na listach | Album                 |
| Rok                                                      | Tytuł                                                | GRE                          | GRE                          | BEL (Fl)                     | FIN                          | NLD                          | IRE                          | ICE                          | LTU                          | LAT                          | NOR                          | SWE                          | UK                           | Album                 |
| Rok                                                      | Tytuł                                                | Local Radio                  | International Radio          | BEL (Fl)                     | FIN                          | NLD                          | IRE                          | ICE                          | LTU                          | LAT                          | NOR                          | SWE                          | UK                           | Album                 |
| -------------------------------------------------------- | ---------------------------------------------------- | ---------------------------- | ---------------------------- | ---------------------------- | ---------------------------- | ---------------------------- | ---------------------------- | ---------------------------- | ---------------------------- | ---------------------------- | ---------------------------- | ---------------------------- | ---------------------------- | --------------------- |
| 2018                                                     | „Pame ap’ tin arhi”                                  | –                            | –                            | –                            | –                            | –                            | –                            | –                            | –                            | –                            | –                            | –                            | –                            | El Diablo – The Album |
| 2018                                                     | „Summer Romance”                                     | –                            | –                            | –                            | –                            | –                            | –                            | –                            | –                            | –                            | –                            | –                            | –                            | El Diablo – The Album |
| 2018                                                     | „Paradeisos”                                         | –                            | –                            | –                            | –                            | –                            | –                            | –                            | –                            | –                            | –                            | –                            | –                            | El Diablo – The Album |
| 2019                                                     | „Cai me lemoni” (oraz Dakis)                         | –                            | –                            | –                            | –                            | –                            | –                            | –                            | –                            | –                            | –                            | –                            | –                            | El Diablo – The Album |
| 2019                                                     | „San lawa” (oraz Oge)                                | –                            | –                            | –                            | –                            | –                            | –                            | –                            | –                            | –                            | –                            | –                            | –                            | El Diablo – The Album |
| 2019                                                     | „Logia”                                              | –                            | –                            | –                            | –                            | –                            | –                            | –                            | –                            | –                            | –                            | –                            | –                            | El Diablo – The Album |
| 2020                                                     | „Amore”                                              | –                            | –                            | –                            | –                            | –                            | –                            | –                            | –                            | –                            | –                            | –                            | –                            | El Diablo – The Album |
| 2021                                                     | „El Diablo”                                          | 9                            | 10                           | –                            | 6                            | 31                           | 60                           | 14                           | 8                            | 3                            | 12                           | 20                           | 86                           | El Diablo – The Album |
| 2021                                                     | „Telika i zoi sinehizetai” (oraz Dimitris Tatarakis) | –                            | –                            | –                            | –                            | –                            | –                            | –                            | –                            | –                            | –                            | –                            | –                            | –                     |
| 2021                                                     | „Savvatovrada”                                       | –                            | –                            | –                            | –                            | –                            | –                            | –                            | –                            | –                            | –                            | –                            | –                            | –                     |
| 2022                                                     | „Epafi” (oraz DJ Stephan)                            | –                            | –                            | –                            | –                            | –                            | –                            | –                            | –                            | –                            | –                            | –                            | –                            | –                     |
| 2022                                                     | „Mykonos Kai Santorini”                              | –                            | –                            | –                            | –                            | –                            | –                            | –                            | –                            | –                            | –                            | –                            | –                            | –                     |
| 2022                                                     | „Pes”                                                | –                            | –                            | –                            | –                            | –                            | –                            | –                            | –                            | –                            | –                            | –                            | –                            | –                     |
| 2022                                                     | „Ypoptevomai” (oraz DJ Stephan)                      | –                            | –                            | –                            | –                            | –                            | –                            | –                            | –                            | –                            | –                            | –                            | –                            | –                     |
| „–” oznacza, że singel nie był notowany na danej liście. |                                                      |                              |                              |                              |                              |                              |                              |                              |                              |                              |                              |                              |                              |                       |